# Atimiola guttulata
Atimiola guttulata är en skalbaggsart som beskrevs av Bates 1880. Atimiola guttulata ingår i släktet Atimiola och familjen långhorningar.
Artens utbredningsområde är:
- Belize.
- Costa Rica.
- Guatemala.
- Honduras.
- Nicaragua.

Inga underarter finns listade.